# فايز التوش 2 (مسلسل)
فايز التوش، مسلسل قطري كوميدي درامي، يتكون من خمس أجزاء يناقش من خلالها قضايا اجتماعية وسياسية. شارك فيه العديد من الفنانين القطريين والعرب. مدة الحلقة 30 دقيقة، بدأ إنتاجه عام 1984.
- الجزء الأول في 1984 : 15 حلقة
- الجزء الثاني في 1986 : 22 حلقة
- الجزء الثالث في 1988 : 27 حلقة
- الجزء الرابع في 1999 : 30 حلقة
- الجزء الخامس في 2000 : 30 حلقة

من إنتاج تلفزيون قطر ما عدا الجزء الخامس كان من إنتاج تلفزيون أبو ظبي، وحمل اسم (التوش منكم ولكم)، ولم يحظى بنجاح الأجزاء السابقة.

## إيقاف المسلسل
توقف المسلسل في أجزاءه الأولى الثلاث، ولم يكمل عرضه، بسبب حساسية المواضيع وجرأتها التي تطرق لها المسلسل في وقتها.
- فقد توقف عرض الجزء الأول من بعد الحلقة 15 من أصل 30.
- وتوقف عرض الجزء الثاني من بعد الحلقة 22 من أصل 30.
- وتوقف عرض الجزء الثالث من بعد الحلقة 27 من أصل 30.

وحتى هذا اليوم لم تبث هذه الحلقات التي لم تعرض في عرضها الأول، بالرغم من ارتفاع سقف الحرية في طرح المواضيع الجريئة في المسلسلات.

## المؤلفين
قطر- 2016
- غانم السليطي
- حمد الرميحي

مصر- 2000
- محمد طه

## الممثلين حسب الدول
قطر
- غانم السليطي
- عبد العزيز جاسم
- هدية سعيد
- مبارك شاهين مبارك البنغيث الكواري
- هلال محمد
- سعد بخيت
- عبد الله غيفان
- غازي حسين
- سعيد المناعي
- صلاح الملا
- جبر الفياض
- سعد بورشيد
- خميس بورشيد
- صلاح الملا
- محمد مفتاح
- عمر بوصقر
- نشوان العمري
- فالح فايز
- درويش علي
- محمد أنور
- محمد عطية
- احمد إسماعيل
- عبد الله الباكر
- خليفة الرميحي
- محمد يوسف
- محمد المسلماني
- علي عبد الرب
- أحمد صالح
- علي المالكي
- عبد الله حامد
- أحمد مفتاح
- حمد علي
- فرج سعد
- أحمد الشمري
- محسن جاسم
- راشد الشبيب
- عبد الرحمن سيد علي
- حسين العبيدلي
- أحمد الفضالة
- علي سيف الكواري
- فريد الظاهري

 البحرين
- مريم راشد
- مبارك خميس
- أحلام محمد
- عبد الله بحر
- أحمد شويطر
- لطيفة المجرن
- زينب العسكري
- فرح علي

 الكويت
- منى عيسى
- عبد العزيز النمش
- باسمة حمادة
- عبد الناصر درويش

 الإمارات العربية المتحدة
- سميرة أحمد
- طالب الدوس
- خليفة التخلوفة
- محمد سعيد

 عُمان
- فخرية خميس

 السعودية
- سناء بكر يونس

 مصر
- محمد الصاوي
- عثمان الحمامصي
- محمود القلعاوي
- اشرف شحاتة
- غريب فكري
- هلال فهمي
- عادل صقر

 العراق
- سليمة خضير
- افراح عباس

 اليمن
- سالم الجحوشي

 السودان
- محمد السني

## المخرجين
قطر
- إبراهيم الصباغ

 مصر
- عبد المجيد الرشيدي

## عناوين الحلقات
- الجزء الأول:

01- الهندي
02- السفر
03- رجل الأعمال
04- العمالة الآسيوية
05- حبله
06- الفراغ
07- الشيبة
08- آه يا بيروت
09- زواج بالدفة
10- الحموات
11- الخبير
12- المدير الطيب
13- الصدمة الحضارية
14- النفاق
15- حب المظاهر